# Dina Grijalva
María Dina Grijalva Monteverde (Ciudad Obregón, Sonora; 1959) es una escritora, investigadora y profesora mexicana. Ha publicado diversos libros de ensayo y minificción, entre ellos: Eldorado: evocación y mito en la narrativa de Inés Arredondo, Las dos caras de la luna, Eros y Afrodita en la minificción, Abecé sexy. Ha sido traducida al mixe, al zapoteco, al mixteco y al francés.
Desde 2008 se ha vuelto una hacedora y promotora de minificción.

En una entrevista declaró que ama a los cronopios, cultiva un bonsái y sueña con habitar en Liliput.
Siento que la minificción le ha dado mucha riqueza a mi vida, este género es un pequeño gigante

## Educación
En 2010 obtuvo el grado de doctora en letras por la Universidad Nacional Autónoma de México (UNAM), su disertación es sobre la narrativa de Inés Arredondo y Luisa Valenzuela.
Realizó una estancia posdoctoral en la Universidad de Salamanca, en donde escribió la antología de minificción erótica Eros y Afrodita en la minificción.
Es profesora e investigadora en la Facultad de Filosofía y Letras de la Universidad Autónoma de Sinaloa UAS.
Fue patrocinada por el Fondo Regional para la Cultura y las Artes del Noreste, FORCAN. Forma parte del Sistema Nacional de Investigadores, nivel I. Su línea de investigación es la narrativa en lengua española.

## Obra
- Eldorado: evocación y mito en la narrativa de Inés Arredondo (2011)
- Las dos caras de la luna (2012)
- Luisa Valenzuela: perspectivas críticas (2013)
- Eros y Afrodita en la minificción (2016)
- Abecé sexy (2016)
- Mínimos deleites (2017)